# 卡尔斯省
卡尔斯省（土耳其語：Kars ili）是位于土耳其最东部、与亚美尼亚交界的一个省，面積為9,594km2，首府卡尔斯。

## 文學作品
首府卡尔斯為奧罕·帕慕克小說雪 (小說)的背景。

## 參看
- 卡爾斯州